# Partikelsystem

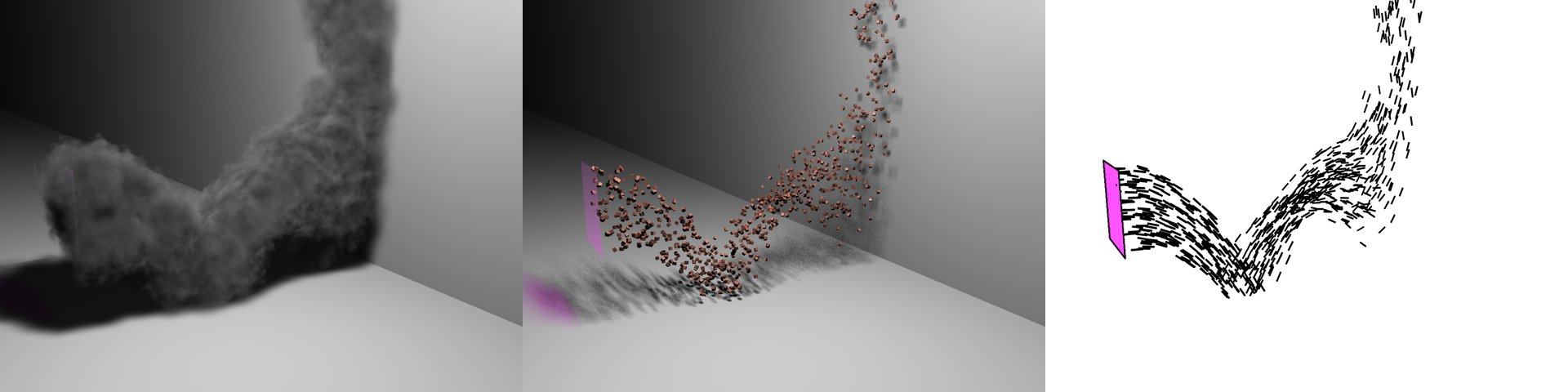
Partikelsysteme

Ein Partikelsystem ist eine Funktion im Bereich der Computeranimation, mit der sich eine große Anzahl von Objekten animieren lässt. Partikelsysteme werden beispielsweise eingesetzt, um Feuer-, Rauch- oder Explosionseffekte zu simulieren.

## Funktionsweise
Bei einem Partikelsystem werden von einem so genannten Emitter Partikel ausgestoßen, deren Bewegung über zahlreiche Parameter beeinflusst werden kann. Diese sind unter anderem:
- Ausstoßgeschwindigkeit
- Lebensdauer
- Dämpfung (das Partikel wird mit der Zeit langsamer)
- Anzahl der Partikel im Gesamtsystem
- Aufteilung von Partikeln in eine bestimmte Zahl weiterer Partikel nach einer bestimmten Zeitspanne (Multiplikation)
- eine Zufälligkeit des Verhaltens
- Krafteinflüsse auf die Partikel

Die Partikel sind zunächst nur logische Elemente (rechts im Bild), denen grafische Eigenschaften zugewiesen werden müssen, damit sie sichtbar werden. Zum Beispiel kann jedes Partikel durch ein geometrisches Objekt ersetzt werden, wodurch sich Schwärme, Asteroidenfelder und Ähnliches darstellen lassen (Mitte im Bild). Mit entsprechenden Materialzuweisungen können Partikelsysteme auch eingesetzt werden, um Rauch, Nebel oder Feuer darzustellen (links im Bild).
Weitergehende Partikelsysteme können auch auf andere Objekte reagieren, von denen sie je nach Einstellung angezogen oder abgestoßen werden oder an denen sie abprallen (physikalische/ereignisbasierende Verhaltensweisen).
Durch die Darstellung der Bewegungspfade der einzelnen Partikel werden Haare, Plüsch, Grasflächen und ähnliche Strukturen realisiert.